# 15017 Cuppy
15017 Cuppy eller 1998 SS25 är en asteroid i huvudbältet som upptäcktes den 22 september 1998 av LONEOS vid Anderson Mesa Station. Den är uppkallad efter journalisten Will Cuppy.
Asteroiden har en diameter på ungefär 2 kilometer.